# Лыще (Брестская область)
Лы́ще (бел. Лышча) — деревня в Пинском районе Брестской области Беларуси. Административный центр Лыщенского сельсовета. Расположена на автодороге Ганцевичи — Логишин Р105 в 40 км на север от города Пинск, 215 км от Бреста. По переписи населения 2019 года в деревне насчитывалось 310 человек.

## Происхождение названия
Название деревни происходит от кабардинского слова лIыщIэ «работник, батрак».

## История
Упоминается в связи с передачей поселения Лавришинскому монастырю. Позже собственность Любанских. После 2-го раздела Речи Посполитой (1793) в составе Российской империи. В 1860-е деревня, центр сельской общины в Логишинской волости Пинского уезда Минской губернии. Часть дворов относилась к имению Эльяшово помещицы Скирмунтовой (105 душ), другая — к имению Павлиново Чаховской (34 души). Была почтовая станция (4 экипажа, 9 коней). В конце XIX века — 91 двор, 534 жителя, церковь, хлебозапасный магазин, корчма, почтовая станция. На начало XX века — 107 дворов, 657 жителей, народное училище. В 1921-1939 годах в составе Польши, деревня в Логишинской гмине Пинского повята Полесского воеводства. В 1921 году — 97 дворов, 604 жителя. С 1939 года — в Пинской области БССР. С 15 января 1940 года — в Логишинском районе. С 12 октября 1940 года — в Заборовском сельсовете, 151 двор, 824 жителя. С июля 1941 по июль 1944 годов — оккупирована немецко-фашистскими захватчиками. С 1954 года — в Брестской области, работал колхоз имени Кирова. В 1960 году — деревня, центр сельсовета, 927 жителей. В 1972 году — 252 хозяйства, 960 жителей, средняя школа, швейная мастерская, фельдшерско-акушерский пункт, ветучасток, отделение связи. В конце XX века — 242 двора, 529 жителей.
Родина писателя Зиновия Пригодича, известного белорусского лингвиста доктора филологических наук профессора Николая Пригодича, хоккеиста и тренера Эдуарда Занковца.

## Инфраструктура
В деревне имеются ОАО «Лыще», средняя школа, отделение связи, библиотека.

## Культура
- Дом культуры
- Музей ГУО «Лыщенская средняя школа» Пинского района

## Достопримечательности
- Церковь св. Александра Невского
- Часовня на кладбище
- Обелиск с именами земляков, погибших в годы Второй мировой войны
- Памятный знак, установленный лётчикам 27 авиаполка АДД гв. капитану Богославскому И.И. и гв. лейтенанту Романову В.Н., погибшим при выполнении боевого задания 27 июня 1944 года
- Памятник С. М. Кирову

## Галерея

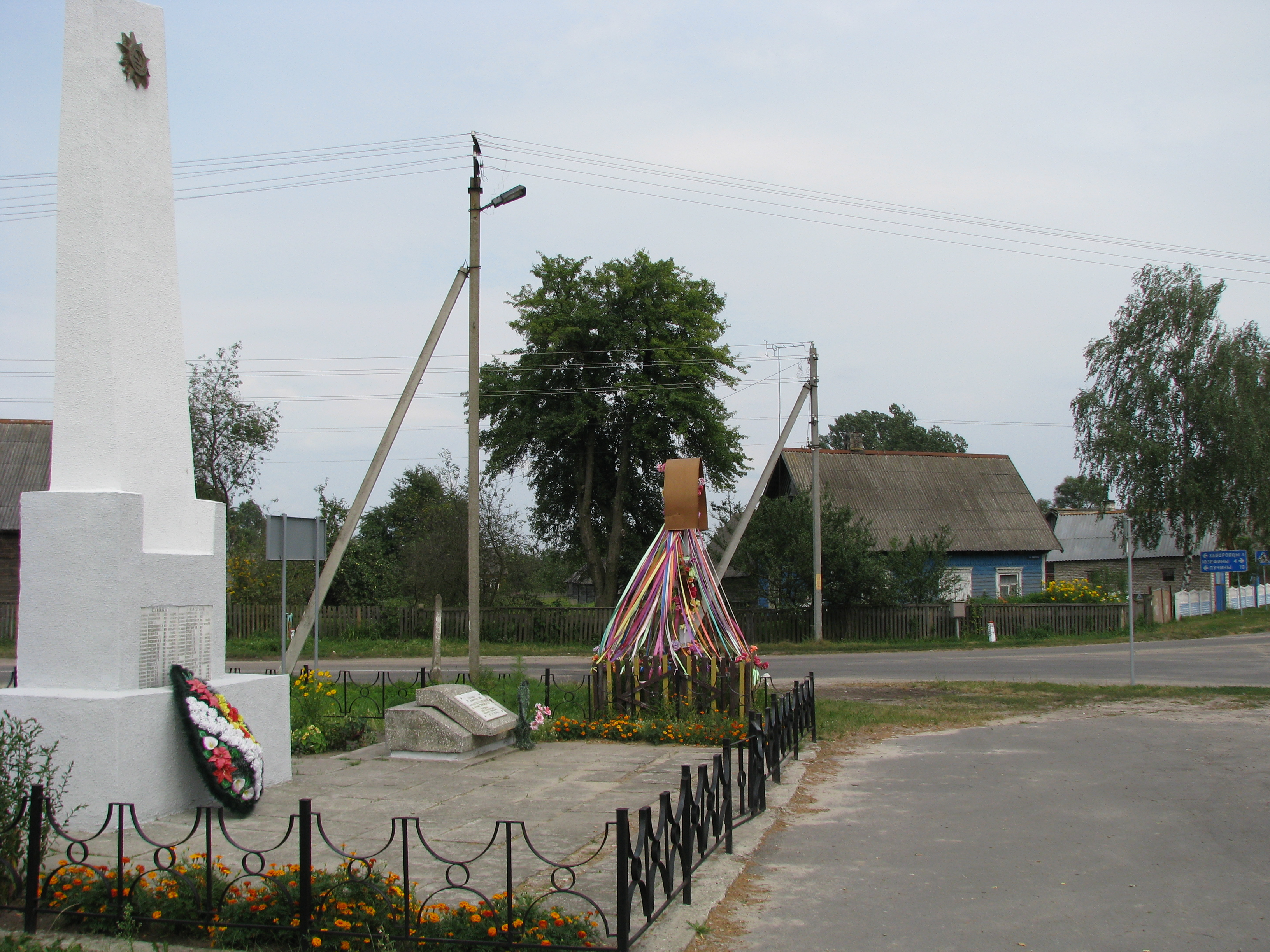
Воинское захоронение
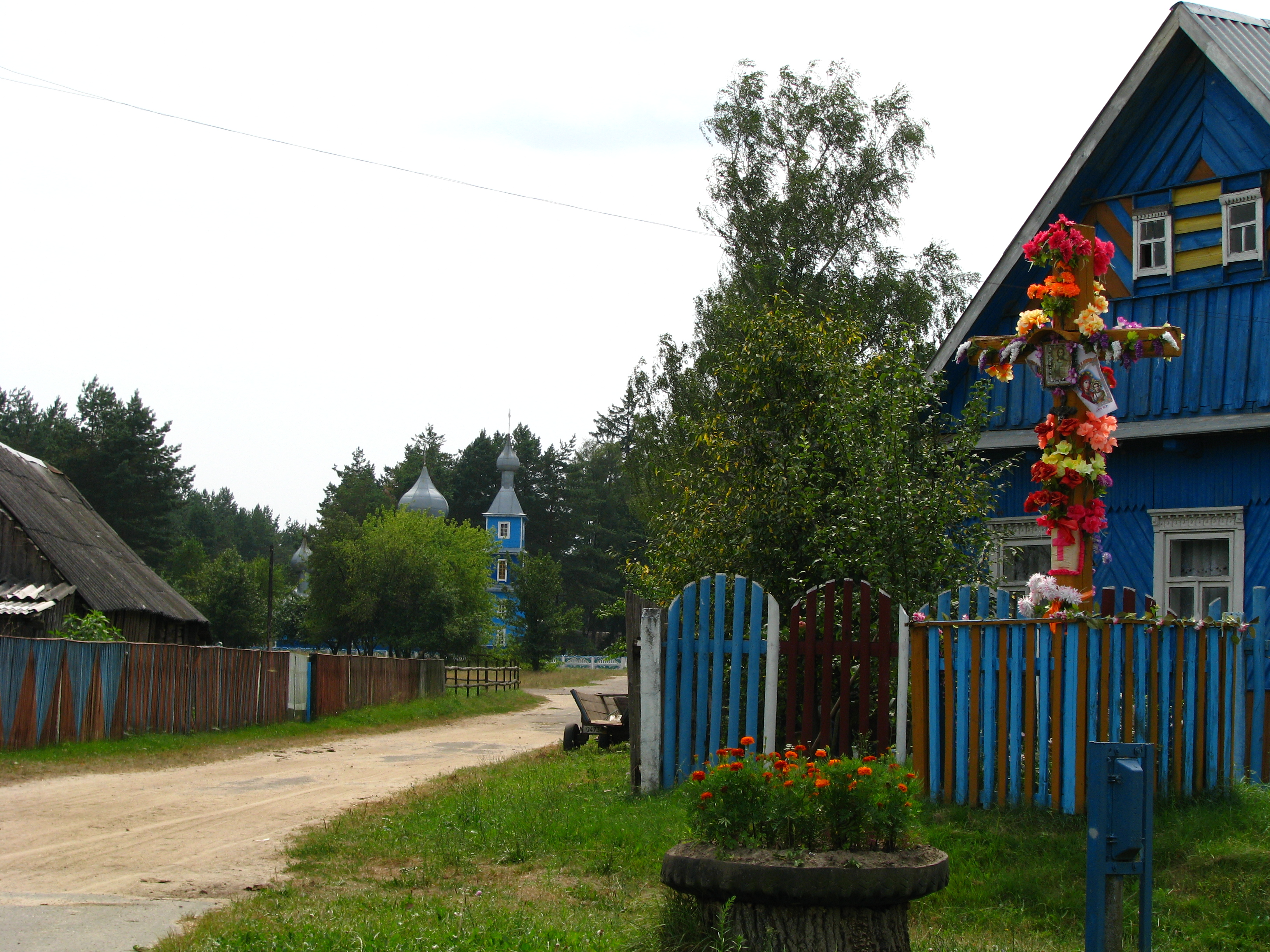
Вид на церковь св. Александра Невского
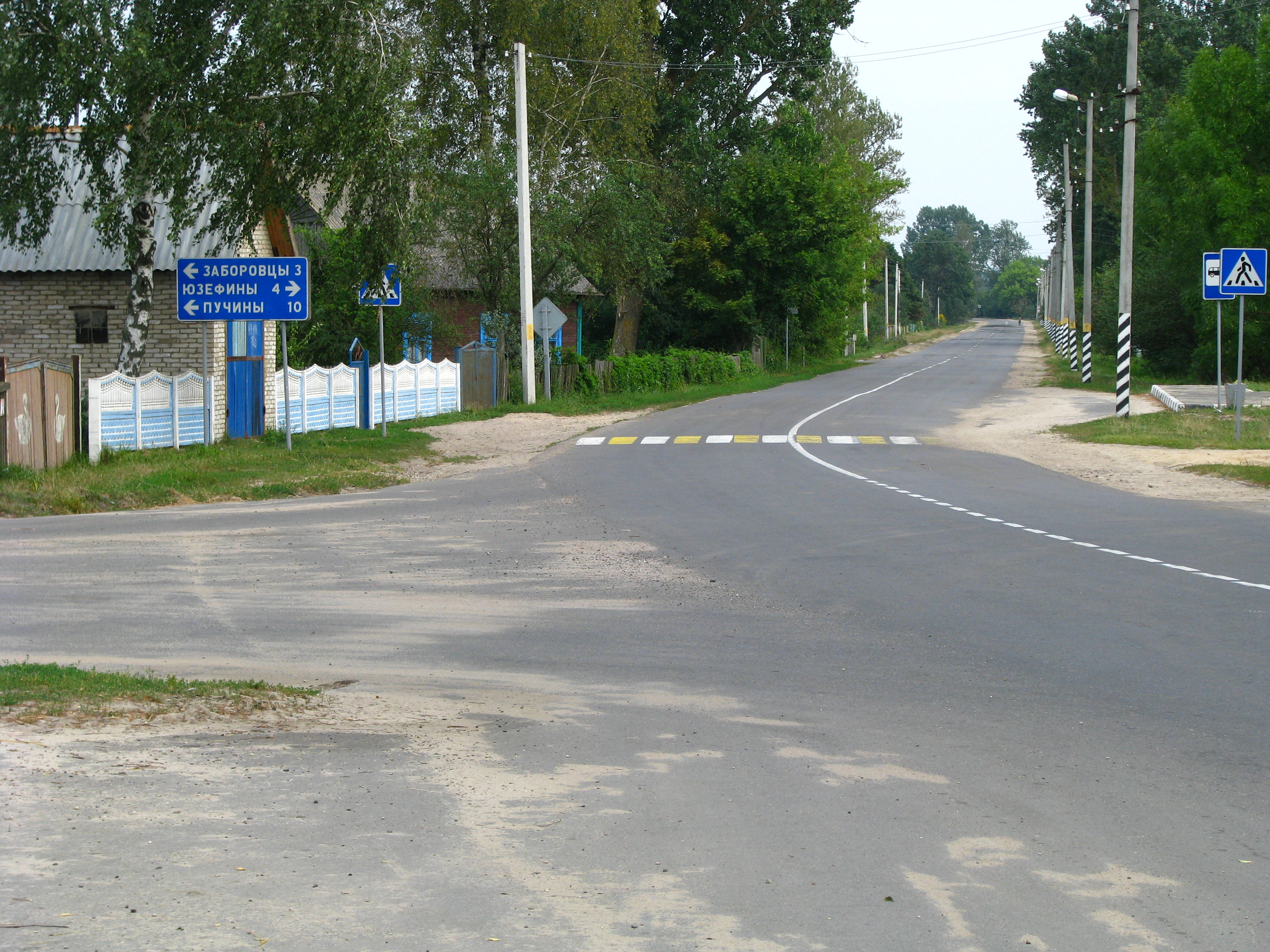
Перекресток дорог
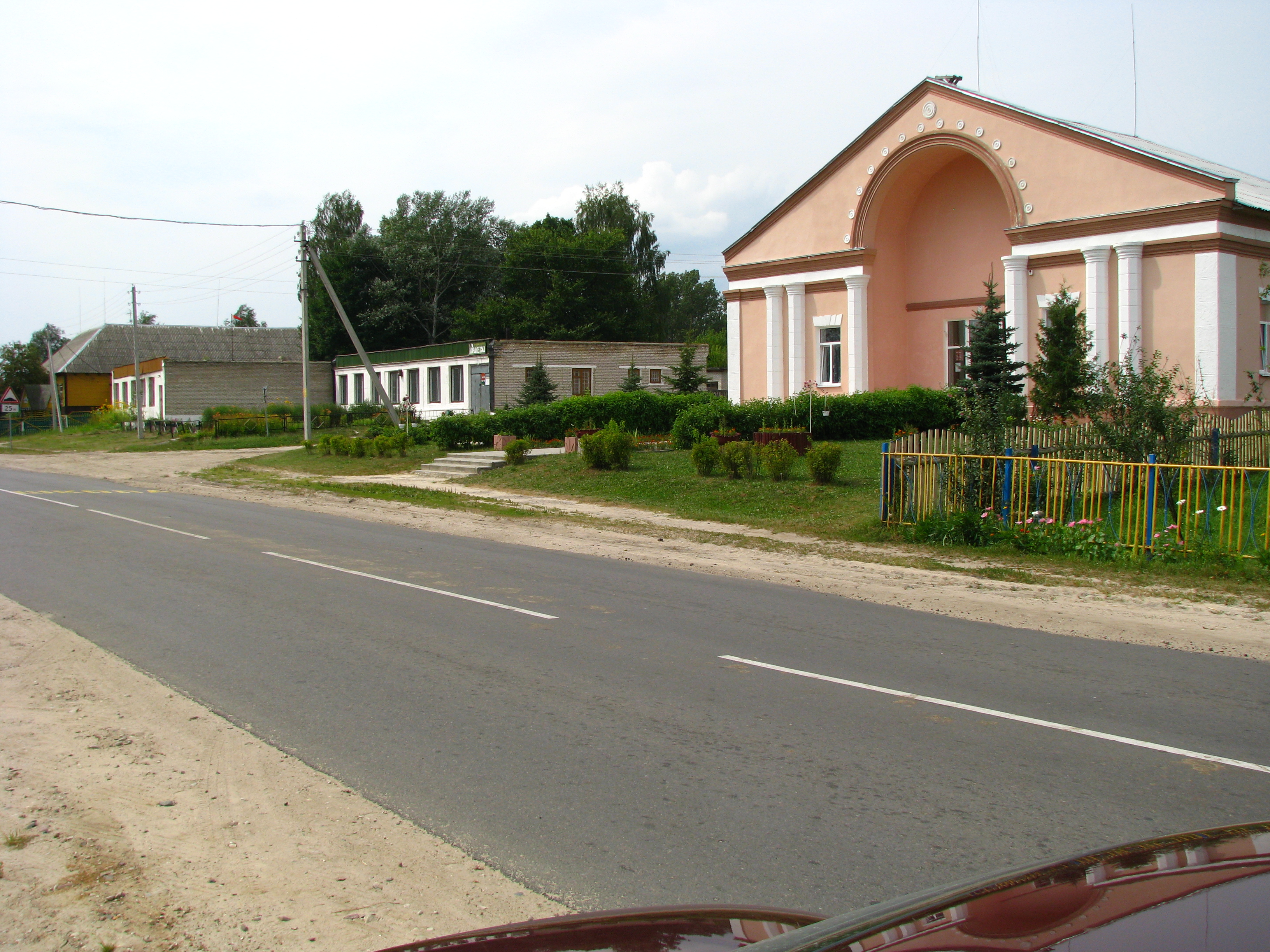
Сельские клуб, магазин и школа
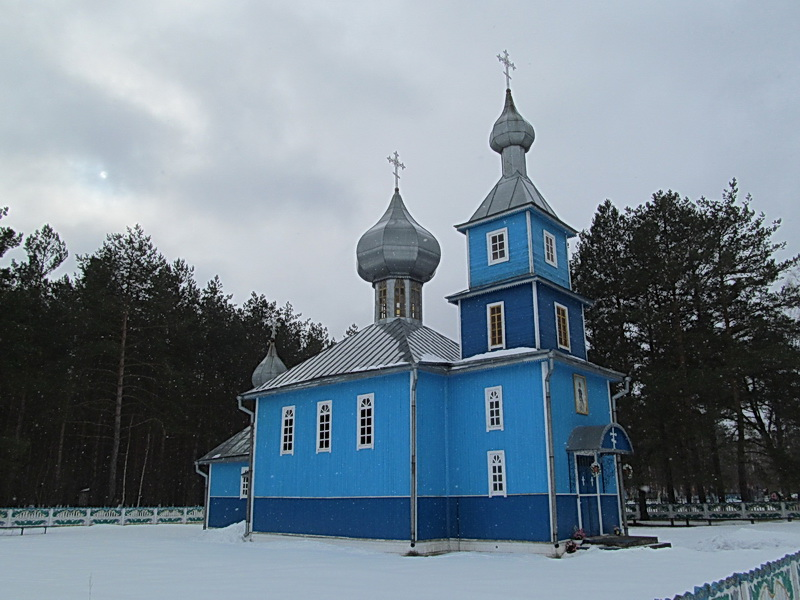
Церковь св. Александра Невского
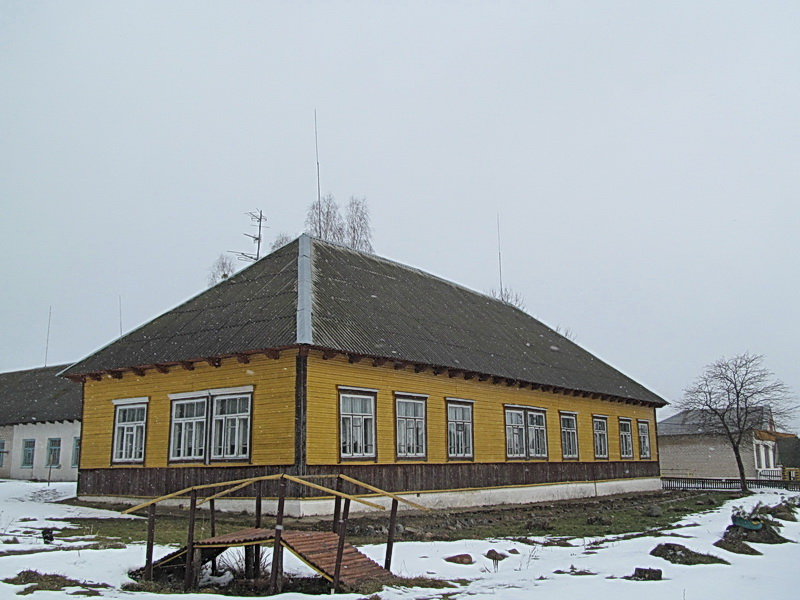
Здание